# Cratere Hansen
Hansen è un cratere lunare di 41,18 km situato nella parte nord-orientale della faccia visibile della Luna.
Il cratere è dedicato all'astronomo danese Peter Andreas Hansen.

## Crateri correlati
Alcuni crateri minori situati in prossimità di Hansen sono convenzionalmente identificati, sulle mappe lunari, attraverso una lettera associata al nome.
| Hansen | Coordinate            | Diametro (in km) |
| ------ | --------------------- | ---------------- |
| A      | 13°21′36″N 74°40′12″E | 13,47            |
| B      | 14°25′48″N 79°31′12″E | 79,89            |